# هینتون بتل
هینتون بتل (انگلیسی: Hinton Battle؛ ۲۹ نوامبر ۱۹۵۶ - ۳۰ ژانویهٔ ۲۰۲۴) یک هنرپیشه اهل ایالات متحده آمریکا بود. وی از سال ۱۹۷۵ میلادی تا زمان مرگ مشغول فعالیت بود.